# 虎舌兰
虎舌兰（学名：Epipogium roseum），同物異名高士佛上鬚蘭（Epipogium roseum），为蘭科虎舌兰属下的一个种。全株無葉，不進行光合作用，以真菌異營獲得養分。
該植物在非洲中部、東亞及澳洲等地皆有分布。